# ジブラルタル時間
ジブラルタル時間（ジブラルタルじかん）では、ジブラルタルの標準時について記す。ジブラルタルでは
標準時として中央ヨーロッパ時間（UTC+1）が、夏時間として中央ヨーロッパ夏時間（UTC+2）が使用されている。

## 1982年以前
1982年まで、ジブラルタルでは通年でGMT+1を使用していた。これにより、5ヶ月間は隣接するスペインの時間帯と、7ヶ月間はそれに加えイギリス夏時間と一致していた。1982年に中央ヨーロッパ時間の通年使用をやめ、スペインと同時間帯となった。

## IANA time zone database
tz databaseのzone.tabには、ジブラルタルの時間帯が1つ含まれており、Europe/Gibraltarという名称が付けられている。
これは、ISO 3166-1 alpha-2（en）の国コードが「GI」の地域を指している。
| 国コード | 座標        | TZ               | 注釈 | 協定世界時との差 | 夏時間 | 備考 |
| -------- | ----------- | ---------------- | ---- | ---------------- | ------ | ---- |
| GI       | +3608−00521 | Europe/Gibraltar |      | +01:00           | +02:00 |      |